# Seeschlacht von Limnos
Die Seeschlacht von Limnos (griechisch Ναυμαχία της Λήμνου) war eine am 5. Januarjul. / 18. Januar 1913greg. Seeschlacht während der Balkankriege, bei der die Griechen den zweiten und letzten Versuch des Osmanischen Reiches, die griechische Seeblockade der Dardanellen zu durchbrechen und die Vorherrschaft über die Ägäis zurückzuerlangen, zurückschlugen. Es handelte sich um die letzte Seeschlacht des ersten Balkankrieges, durch die die osmanische Flotte zum Rückzug in ihren Stützpunkt in den Dardanellen gezwungen wurde. Aus diesem sicheren Rückzugsort wagte die Flotte sich für den Rest des Krieges nicht mehr heraus, wodurch die griechische Oberherrschaft über das Ägäische Meer und die Ägaischen Inseln ungefährdet blieb.

## Vorspiel

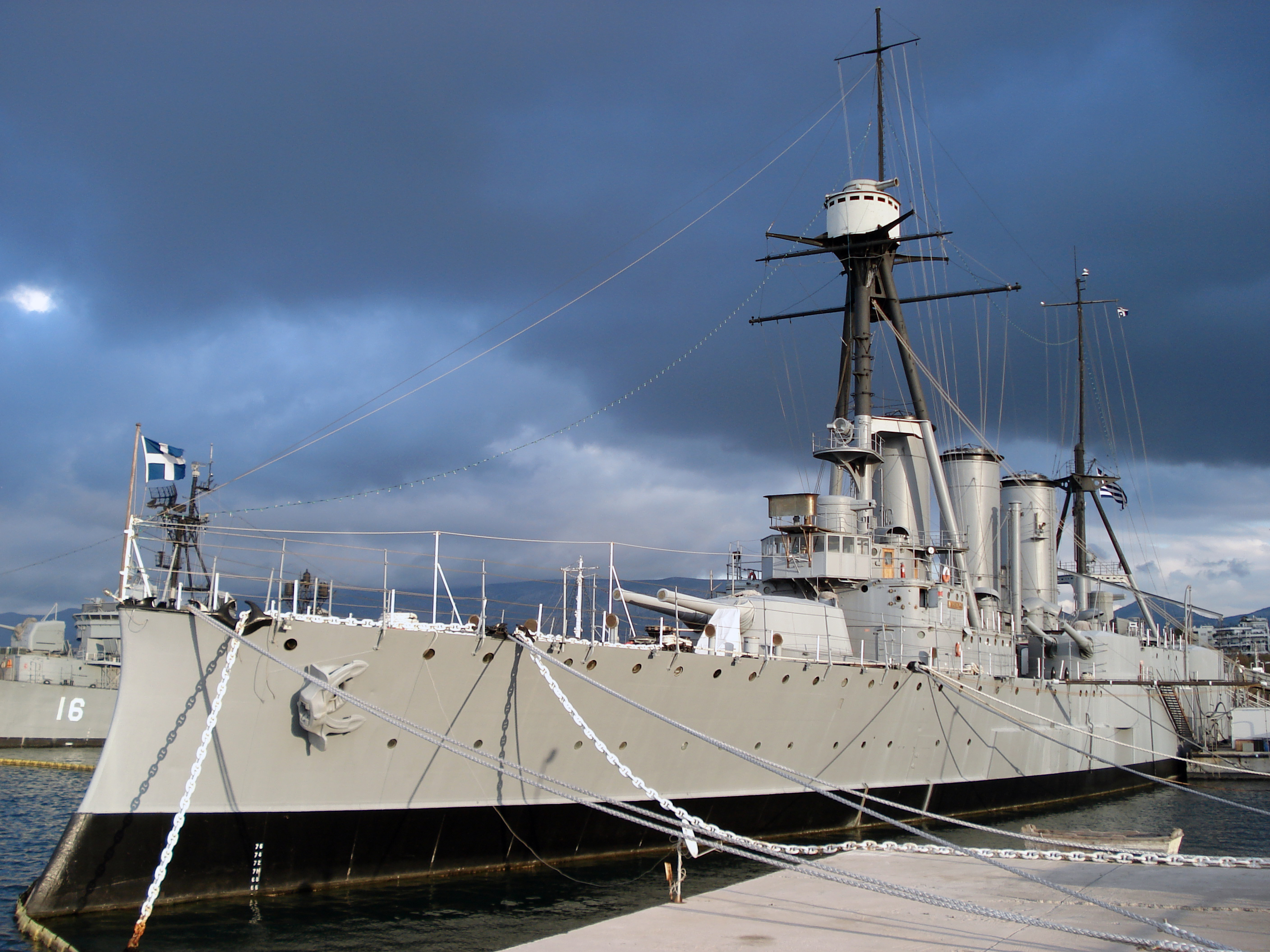
Das griechische Flaggschiff, der Pisa-Klasse-Panzerkreuzer Georgios Averoff

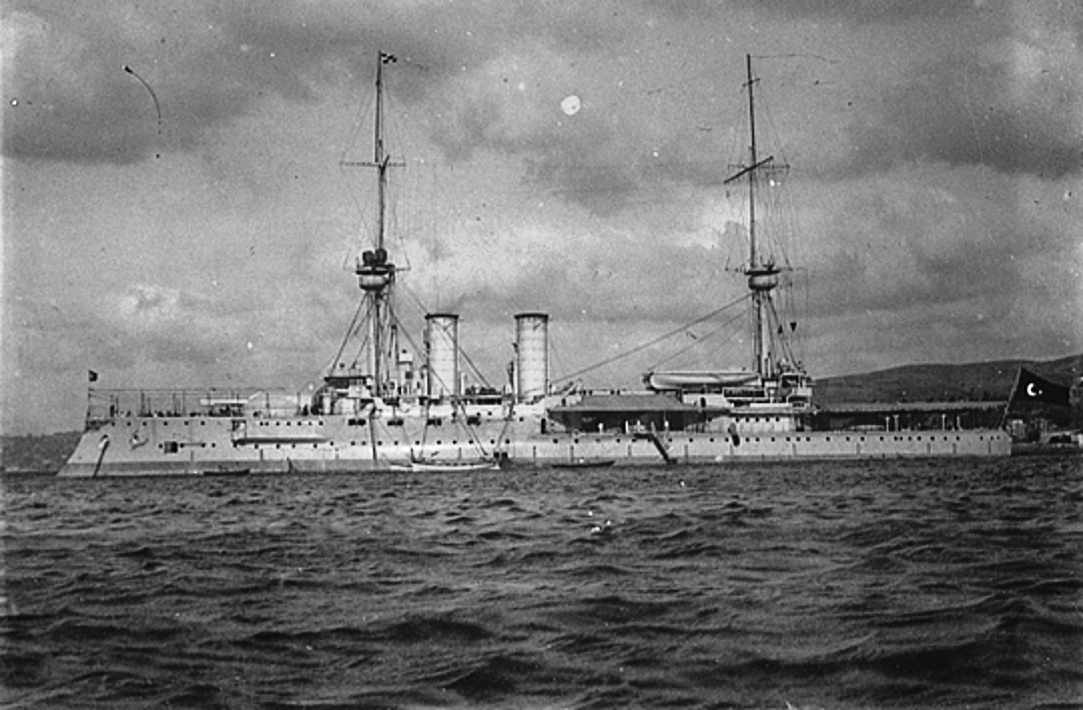
Das osmanische Flaggschiff, das Brandenburg-Klasse-Einheitslinienschiff Barbaros Hayreddin

Nach dem Verlust einiger ägäischer Inseln an Griechenland während der ersten Phase des Krieges im Jahr 1912 und der ersten Niederlage in der Schlacht von Elli bemühte sich die osmanische Flotte, die griechischen Fortschritte durch Zerstörung deren Flotte, die im Hafen von Moudros auf Limnos vor Anker lag, zu stoppen. Jedenfalls hatten die Osmanen größte Probleme, der Georgios Averoff, dem griechischen Flaggschiff, das bereits entscheidend zum Sieg bei Elli beigetragen hatte, Herr zu werden.
Der osmanische Plan sah vor, einen schnellen Kreuzer für eine Überfallmission in der Ägäis an den griechischen Patrouillen vorbeizuschleusen, in der Hoffnung, so einige griechische Schiffe und vielleicht sogar die Georgios Averof abzulenken und so die restliche griechische Flotte für einen echten Angriff geschwächt zurückzulassen. Tatsächlich gelang es der Hamidiye, in der Nacht vom 13. auf den 14. Januar 1913 den griechischen Patrouilleschiffen zu entkommen und am nächsten Tag bei Syros ein griechisches Transportschiff zu versenken und den Hafen der Insel zu bombardieren. Dieses Manöver löste in Athen Sorgen aus und so erging der Befehl an die Flotte, sofort Segel zu setzen und die Verfolgung aufzunehmen. Admiral Koundouriotis witterte eine osmanische Falle und weigerte sich, die Befehle auszuführen. Stattdessen bereitete er sich auf das unausweichliche Auslaufen der osmanischen Flotte aus den Dardanellen vor.
Auf osmanischer Seite wurden Versuche unternommen, die Moral der Schiffsbesatzungen zu heben, indem etwa die originalen Banner der Korsaren und von Kapudan Pascha Khair ad-Din Barbarossa am Flaggschiff, der nach ihm benannten Barbaros Hayreddin, gehisst wurden.

## Schlacht
Die griechische Flotte, angeführt von Admiral Pavlos Kountouriotis, bestand aus dem 9.960 Tonnen schweren Panzerkreuzer und Flaggschiff Georgios Averof, den drei veralteten Panzerschiffen Spetsai, Hydra und Psara sowie sieben Zerstörern. Kapitän Ramiz Bey führte die osmanische Flottille, die unter anderem aus den Einheitslinienschiffen Barbaros Hayreddin und Turgut Reis sowie dem Panzerschiff Mesudiye, dem Kreuzer Mecidiye und fünf Zerstörern bestand, an. Das veraltete Panzerschiff Asar-ı Tevfik verblieb in den Dardanellen und nahm an der Schlacht nicht teil.
Gegen 08:20 Uhr am Morgen des 5. Januar meldeten die griechischen Patrouillenschiffe, dass die osmanische Flotte sich nähere. Gegen 09:45 Uhr verließ die griechische Flotte die Bucht von Moudros. Die beiden Flotten trafen etwa 19,3 km südöstlich von Limnos aufeinander, steuerten jeweils in konvergierenden Kolonnen in südöstlicher Richtung, mit den Flaggschiffen jeweils an der Spitze. Der gegenseitige Beschuss begann um 11:34 Uhr, als die beiden Flotten noch etwa 8.400 Meter voneinander entfernt waren. Sofort drehte die griechische Schlachtenreihe nach links ab, um so die Distanz noch weiter zu verringern. Bald darauf wandte sich die Mecidiye mit den Begleitzerstörern nach Nordosten in Richtung der Dardanellen. Die Mesûdiye folgte ihr um 11:50 Uhr, nachdem sie schweren Schaden durch den vereinten Beschuss durch die Hydra und die Psara erlitten hatte. Um 11:54 Uhr gelang es der Georgios Averof, mit einer Salve die Barbaros Hayreddin zu treffen und so den mittleren Turm zu zerstören, wodurch die Barbaros Hayreddin gemeinsam mit der Turgut Reis gegen 12:00 Uhr zum Rückzug in die Dardanellen gezwungen wurde. Die griechische Flotte zog sich nach der Schlacht zunächst nach Elli zurück. Die Georgios Averof hingegen nutzte ihre überlegene Geschwindigkeit und Manövrierfähigkeit und die Möglichkeit, ihre Geschütze gleichzeitig beidseitig zu verwenden, für eine eigenständige Verfolgung der fliehenden osmanischen Schiffe; die anderen Schlachtschiffe folgten so schnell sie konnten. Die Verfolgungsjagd fand gegen 14:30 Uhr ein Ende, als sich die osmanischen Schiffe den Dardanellen näherten.

## Ergebnis
Während der Schlacht erreichten die osmanischen Schiffe eine hervorragende Feuerrate, indem sie etwa 800 Projektile abfeuerten, doch ließ die Genauigkeit zu wünschen übrig. Auf der Georgios Averof wurden nur zwei Treffer verzeichnet, wodurch kleinere Schäden und eine Verwundung verursacht wurden, während die anderen Schlachtschiffe unbeschädigt blieben. Die osmanischen Schiffe erlitten weitaus größere Beschädigungen. Die Barbaros Hayreddin wurde von mehr als 20 Granaten getroffen, die den Großteil der Artillerie zerstörten und 32 Mann der Besatzung töteten und 45 verwundeten. Die Turgut Reis erhielt eine größere Leckage und weitere kleinere Schäden durch 17 Treffer; dazu wurden 9 Mann getötet und weitere 49 verwundet. Auch die Mesûdiye wurde mehrfach getroffen, doch der Hauptschaden wurde von einer 270-mm-Granate verursacht, die das zentrale 150-mm-Artilleriegeschütz zerstörte und 68 Verluste verursachte. Diese finale Seeschlacht des Ersten Balkankrieges zwang die Osmanen zum Rückzug in den Stützpunkt in den Dardanellen, aus dem sie sich bis zum Ende des Krieges nicht wieder herauswagten und so die Vorherrschaft über die Ägäische See nicht mehr infrage stellen konnten.
Auf griechischer Seite konnte der Rückzug der osmanischen Flotte in die Dardanellen von Erstem Leutnant Michael Moutoussis und Fähnrich Aristeidis Moraitinis am 24. Januar 1913 bestätigt werden. Sie konnten auf einer Aufklärungsmission mit ihrem Wasserflugzeug den Stützpunkt von Nara Burnu überfliegen, wo sie die Anwesenheit der feindlichen Flotte feststellten. Während ihrer Mission konnten sie die Positionen der einzelnen Schiffe akkurat auf einem Diagramm festhalten und vier Bomben auf die osmanischen Schiffe abwerfen. Moutoussis und Moraitinis flogen über 180 Kilometer und brauchten 140 Minute für den Abschluss ihrer Mission, was sowohl in der griechischen als auch in der internationalen Presse auf große Resonanz stieß.